# Berlencourt-le-Cauroy
Berlencourt-le-Cauroy település Franciaországban, Pas-de-Calais megyében. Lakosainak száma 273 fő (2022. január 1.). Berlencourt-le-Cauroy Sars-le-Bois, Liencourt, Magnicourt-sur-Canche, Sus-Saint-Léger, Beaudricourt, Denier, Estrée-Wamin és Grand-Rullecourt községekkel határos.

## Népesség
A település népességének változása:
| Lakosok száma | 289  | 281  | 352  | 275  | 279  | 283  | 280  | 276  | 273  |
|               | 2013 | 2015 | 2016 | 2017 | 2018 | 2019 | 2020 | 2021 | 2022 |